# Любиковичі
Любико́вичі — село в Україні, у Сарненській міській громаді Сарненського району Рівненської області. Населення становить 1399 осіб. Село розташоване на річці Случ, оточене лісами. В селі знаходиться клуб(директор Людмила МАЦКЕВИЧ), школа(директор Наталія Костецька), бібліотека(завідувачка Тамара ГНАТЮК), дитячий садок (директор Тетяна КОТИСЬКО), амбулаторія. Село представляє футбольна команда «Старт». Староста Любиковицького старостинського округу: Шкодич Павло Олексійович . Старостинський округ об'єднує три села: Любиковичі, Білятичі, Мар'янівку.

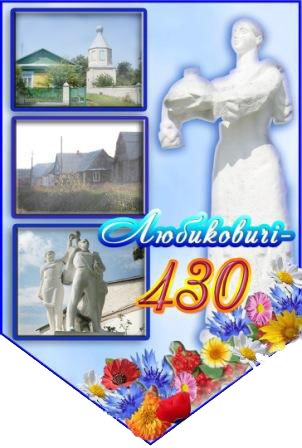
Емблема. Селу 430 років

## Історія

### Легенда про утворення села
Жили собі чоловік і жінка. І народилося в них дві дочки. От жінка сказала чоловікові: — Давай назвемо їх якось незабутньо. — Але як ? — спитав чоловік. З ними поруч на лаві сидів старенький дідок. Він подумав і сказав. Назвіть одну Мар'яна, а іншу — Люба. І ви про це не пожалієте.
Чоловік і жінка послухали діда. Так і зробили. Старша звалася Люба, а менша — Мар'яна. Пройшло багато років Любов і Мар'яна померли в один день. І вони за все своє життя зробили багато подвигів. Всі люди почали називати на їх честь села.
На честь Мар'яни — назвали село Мар'янівка. А на честь Любові — назвати село ніяк не вдавалось. Але тому, що це була найстарша сестра, люди хотіли як найсоліднішу назву. І от їм підкралась в голову назва — село Любаковичі, але люди не могли звикнути. Вони вирішили змінити назву. Згодом придумали теперішню назву нашого села — Любиковичі.
Любиковичі, під іменем села Любейкович Дубровицької волості Пінського повіту, як маєток княгині Марії Юрівни Курбської, уродженої княжни Гольшанської, згадується в акті від 1580 року 6 жовтня у роздільному записі маєтків цієї княгині, даному нею своєму синові Андрію Монтольму (від першого шлюбу) і доньці Варварі Фирлєєвій, уродженій Козинській (від другого шлюбу).
При цьому, синові вона заповідала село Любейковичі.
У 1877 році була побудована церква в ім'я Святої Животворної Трійці на кошти місцевого священика Іоана Потоцького (сумою 4 тисячі 700 рублів), при невеликих внесках парафіян.
Церква була дерев'яна, на кам'яному фундаменті, з дерев'яною дзвіницею.
Із старої дерев'яної церкви побудована церква на кладовищі в ім'я святого Василя Великого теж на кошти цього ж священика (на суму 250 рублів).
Їй належало понад 51 десятина орної та городньої землі.
У селі розміщувалася волосна управа, до якої належали села Кураш (зараз Дубровицького району), Карасин, Стрільськ, Соломіївка, Білятичі, Мар'янівка, Бережки, Колки (названі так, бо після пожежі в селі залишилися лише одні кілки), Глушиця.
Великим землевласником був граф Косовський. У селі нараховувалось 144 двори, мешкала 1101 душа парафіян і п'ять єврейських сімей. Функціонувало також однокласне народне училище.
У церкві села Кураш, підлеглого Любиковицькій волості, свого часу зберігалися дуже цінні церковні книги 1767,1768,1771,1783,1789,1794 років видання, зокрема, «Тріоді он кольоровий» — 1768, «Євангеліє» — 1771, «Апостол» — 1783, «Ірмологіон» (церковні пісні) — 1783 року. Всі вони видання друкарні Почаївської лаври.
У цім же селі в 1831 році трапився трагічний випадок із сільським священиком Іоаном Семеновичем Загорським, який став жертвою грубого народного марновірства.
Під час поховання отцем Іоаном парафіянина, котрий помер від холери, а в 1831 році вона лютувала в цій місцевості, натовп людей спихнув священика в могилу з тією метою, щоб задовольнити таку страшну і зажерливу гостю, як холера, відвернути її від себе. І хоча він був негайно витягнутий з ями, однак від сильного морального та фізичного потрясіння помер.
Часто село згадується в архівних документах як «Любейковичі при річці Случ та Мощаниці». Білоруське слово «мащонка» означає вимощену дорогу на низькому заболоченому місці або, як кажуть у народі, село при вимощеній дорозі. Ймовірно, що деякі ділянки дороги, що вели до села Любиковичі, були вимощені, що давало змогу проїзду, адже на той час тут були великі болота.
Розташування села в минулому мало ще одну особливість. Між Любиковичами та Білятичами — 4 кілометри. Це найближча в Сарненському районі відстань між Случем і Горинню. Можливо, що й доводилося мостити дорогу під час весняних розливів обох річок.
Найдавнішою фіксованою назвою, як вже зазначено, була Любейковичі.
З 1580 року аж до 1860 носило таку назву село (тобто 280 років), а потім його назвали Любековичі та Любиковичі. У деяких випадках по-старому називали аж до 1882 року. Відносно походження назви існують дві версії. Перша — поселення було засноване людиною на ім'я Любек, яке вживалося в Польщі, починаючи з 1339 року.
Ймовірніша друга версія, що передається в спадщину поколінь односельців: «Село засноване виходцем із Любейок».
Назв населених пунктів на кореневе «Люб» є чимало на Рівненщині, Україні та за її межами.
У Володимирецькому районі є село Любахи, у Млинівському — Любанівка, у Зарічнянському — Любинь.
Є також і міста: Любар — Житомирщині, Любашівка — Одещина, Великий Любинь — Львівщина, Любин — Білорусь, Люберці — Росія, Люблін — Польща, Любяна — Югославія, Любек — Німеччина.
Станом на 1859 рік, Любиковичі були власницьким селом, тут діяли дерев'яна православна церква і винокурний завод, налічувалося 95 дворів та 805 жителів (385 чоловіків і 420 жінок), з них 798 православних, 5 євреїв і 2 римо-католиків.

### XX століття
На початку XX ст. з Любикович до Мар'янівки збудували дорогу. Насипали земельний насип, а по краях насипу робили поручні. Виїхавши на насип не можна було ніде вже з'їхати, а мусив їхати до самої Мар'янівки. (Коли насипали насип, то в місцях, де були озера, робили мости. Воду не засипали, бо як наступить повінь, то дамба буде спирати воду. Насип був від урочища Річчя через Тихий ріг, Великий угол до Мар'янівського лісу. Залишки його є й сьогодні). Також на території села був водяний млин, який знаходився біля річки (урочище «грядка»). Цей млин під час роботи спускали на воду, а потім притягували його до берега і швартували.

### Перша світова війна
З 1914 по 1918 рік відбувалася Перша світова війна.
Українські землі були розділені між двома імперіями: Російською та Австро-Угорською. Наш край входив до Волинської губернії Російської імперії.
Безпосередніх військових боїв в нас не велося, але жителі нашого села брали участь у війні на стороні Росії Паньковець Трохим Несторович разом з солдатами Війна завершилася розпадом імперій та створенням нових держав. Україні, на жаль, не вдалося втримати незалежність і її землі опинилися в складі інших держав.

### Польська доба
З 1921 до 1939 року Любиковичі були під владою Польщі, яка насаджувала тут свої порядки. У 1919—1923 рр. польське керівництво намагалося довести світовій громадськості свої права на українській землі, а також, що Польща нібито забезпечує всі права національних меншин. Польська конституція 1921 р. гарантувала права українців на рідну мову на побутовому рівні й у навчанні в початкових школах. У 1923—1926 рр. польські правлячі кола наполегливо проводили політику, спрямовану на асиміляцію поневолених народів.
Для здійснення цієї мети уряд Польщі поділив країну на дві господарські території: Польща «А», до якої входили корінні польські землі, і Польща «Б» — переважно західноукраїнські і білоруські землі. До різних частин відповідно проводилась і різна політика. Стосовно Польщі «Б» застосовувалася політика штучного стримування соціально-економічного розвитку та повного скасування поступок національним меншинам. 31 липня 1924 р. був прийнятий закон, за яким польська мова проголошувалась державною. Розпочалося закриття українських шкіл. Польський уряд намагався витравити самі поняття «Україна», «українець». На українські землі переселялися польські колоністи, яким виділялися найкращі землі. Протягом 1921—1929 рр. сюди переселилося 77 тис. поляків. Польща розпочала розвивати тут свою інфракструктуру. В селі розміщувалася волосна управа, яка була одноповерховою. Туди входили: Мар'янівка, Любиковичі, Білятичі, Стрільськ. Керівником волості був Свиридон Хома, який мав помічника.
На вулиці Березневій знаходився Пасторунок (тюрма). Туди саджали за невеликі правопорушення до трьох діб.
Село мало свою школу. Вона була там, де зараз знаходиться дитсадок. За навчання потрібно було платити.
У школі священик навчав в понеділок і в четвер. У школі працювало 4 вчителі. Підручників польською мовою було більше. Українською мовою була одна-дві книжки на клас.
Батьки не давали дівчатам ходити до школи, бо треба було прясти, поратися на городі. Дозволяли вчитися тільки хлопцям, бо коли підуть в армію, то будуть писати листи додому.
На обкладинці польських підручників була зображена Божа Мати, яка сидить і пряде на кудільці. В народі говорили, що прядіння від Божого повеління.
Пана в селі називали полковником Симировським — польським воякою його переселили з Польщі сюди, бо тут була найкраща земля. Жив на місці де живе зараз Олексій Таборовець. Його дружину звали Маруся, яка працювала лікарем. Дітей подружжя не мало. Пан мав великий і плодовитий садок. Були в пана домогосподарки. Прибиральниці прибирали в хаті (новеньких перевіряли, чи не крадуть, клали під ліжко гроші і дивились, чи не забере, коли буде прибирати). Хата була на один поверх, але кімнат було багато. За роботу за день наймичкам платили двадцять грошей (20 копійок), а якщо була важка робота, то один злотий. Найбільше наймичок було в городі. Пан називав дівчат «цурочками». Вода була в хаті, яку помпували із сажовки. В господарстві було багато корів і волів. Випас у пана був окремо — на запліссі, там був і сінокіс. Чоловіки робили голландський сир, який давали дуже рідко їсти робітникам, його робили багато, а потім продавали. На території ґміни проживав ще один пан: Чиборовський — він мешкав в Мар'янівському лісі (в Орлах) Жителі села проходили службу в польській армії
З однієї точки зору край був відірваний від Наддніпрянської України і це мало негативний вплив на розвиток регіону, проте з іншої сторони в нас не було голоду 1921—1923 рр., 1932-1933 рр., що є великим позитивом.

### Радянський період
1 вересня 1939 року розпочалася Друга світова війна. На територію нашого села після 17 вересня того ж року вступили радянські війська. Було проголошено об΄єднання з радянською Україною. Якихось кардинальних перетворень радянська влада не встигла зробити, бо 22 червня 1941 року Німеччина напала на СРСР. Любиковичі відразу опинилося в зоні окупації.
Були в нашому селі багато воїнів, які воювали в рядах Червоної Армії. Більшість з них загинули на фронті, декому судилось вижити і повернутися до рідної домівки

#### Роки Другої світової війни
Війна була страшною трагедією для всієї України, тому що одні воювали за в лавах Червоної армії, інші — в партизанських загонах. Люди, які вболівали за Україну воювали в рядах нашої УПА, яка була створена 14 жовтня 1942 року. Відносини між радянськими партизанами і УПА були в стані війни, фактично брат вбивав брата. На жаль, УПА програла в цій війні з радянськими окупантами.
Хлопці з УПА проживали і в нашому селі, тут їх називали «бульбашами», бо їхнім керівником був Тарас Бульба Боровець (герой України). Бульбаші жили в Мар'янівському лісі (в Углах). Вдень сиділи в землянках, а виходили лише вночі. Місце, де жили бульбаші, називалось Хлєвищем. Бульбаші вбивали тих, хто підтримував Росію, давав їй одяг, їжу, худобу… Хто всього цього не робив — лишався живим. До бульбашів належали люди з різних сіл: з Берестя, Мар'янівки, Любикович, Бережок, Стрільська, Білятич, Орв'яниці… Героям слава!
Багато молодих юнаків і дівчат німці вивезли на роботу до Німеччини. Везли в товарних вагонах, у яких возили худобу. Вони виконували на території рейху найважчу і найбруднішу роботу, не отримуючи за це ніякої платні. Фактично були рабами. Були звільнені і повернулися додому в 1945році.

#### Післявоєнний період
Після закінчення війни розпочалася відбудова. У 1948 році в селі був заснований колгосп.
Учні закінчували 7 класів і відразу йшли працювати. В колгоспі виконували різноманітну роботу: вирощували льон, кукурудзу, картоплю, буряк, жито, пшеницю… Практично всю роботу виконували вручну.
1954 р.- було засновано Молодіжно — комсомольську ланку, до якої входили тільки молоді дівчата та жінки. На роботу ходили кожен день. На рік кожному треба було відпрацювати 280 днів. Зарплата була малою, вона коливалась від 10 до 15 рублів. Дні, у які люди працювали називалися трудоднями. Коли не було грошей, людям видавали зарплату зерном (по 1 кг на трудодень).
Поступово життя покращувалося.
В колгоспі тримали кури, вівці, гуси, свині, ВРХ, коні, корови. Було більше 20 тракторів, 30 машин. Працювали ковбасний і консервний цехи. Було 3 бані: 2 в с. Любиковичах і одна в Мар‘янівці. В колгоспі нараховувалося 960 працюючих. Багато людей було нагороджено орденами медалями за трудові заслуги. Їхні імена були занесені до книги пошани, яка зберігається в шкільному музеї.
В 1953 році за кошти колгоспу була збудована дерев'яна школа на два поверхи. Біля школи був гуртожиток, де жили восени і взимку учні з Мар'янівки, бо не було чим їхати додому. Школа була восьмирічна.
Діти вчилися шість днів, неділя — вихідний. Писали чорнилом, яке самі учні виготовляли з сажі, ходили з полотняними торбами. Після школи діти ходили в найми, де заробляли гроші на життя. Діти їли щавель, з осійми (відходи з пшона) їли коржі.
Дана школа відкрила дорогу до знань багатьом учням, але стала аварійною. У 1978 році збудували нову школу, а стару через декілька років розібрали.
Протягом 1960-70 рр. село розвивалося як і інші села в радянській Україні загалом: люди одружувалися, народжувалися, працювали в колгоспі та на підприємствах.
В 1979 році Радянський Союз вводить свої війська в Афганістан. З села також на службу були призвані люди.

#### Аварія на ЧАЕС
Багато людей брало участь у ліквідації наслідків аварії на ЧАЕС. Серед жителів села Любиковичі це були: Котик Микола Васильович, Тушич Петро Миколайович, Паньковець Степан Дмитрович (поганяло «Джим»), Свиридон Микола Михайлович.

### Незалежна Україна
Економічне становище 1990 — х рр було дуже складним. Зарплата робітникам села не виплачувалась роками. Але поступово на початку 2000 року становище покращилося. Колгосп імені Кірова реформували у СФГ «Надслучанське». Господарство, яке в радянські часи мало величезні прибутки в наш час ледве животіє. Культура теж переживає не найкращі часи в зв΄язку з недофінансуванням. Восени 2008 року школа відсвяткувала своє тридцятиріччя.
19 грудня 2008 року відновив свою роботу дитячий садок, який не працював 16 років.
Відповідно до Розпорядження Кабінету Міністрів України від 12 червня 2020 року № 722-р «Про визначення адміністративних центрів та затвердження територій територіальних громад Рівненської області» увійшло до складу Сарненської міської громади.

## Населення
За переписом населення 2001 року в селі мешкало 1 398 осіб.

### Мова
Розподіл населення за рідною мовою за даними перепису 2001 року:
| Мова       | Відсоток |
| ---------- | -------- |
| українська | 99,50 %  |
| російська  | 0,29 %   |
| угорська   | 0,07 %   |

## Символіка
Затверджена 19 квітня 2017 р. рішенням № 138 XVIII сесії сільської ради VII скликання. Автори — В. М. Напиткін, К. М. Богатов

### Герб
У зеленому щиті срібний стовп у вигляді мощеної дороги, супроводжуваний по сторонам двома золотими рогозами. В червоній трикутній главі срібний розширений хрест. Щит вписаний в золотий декоративний картуш і увінчаний золотою сільською короною. Унизу картуша напис «ЛЮБИКОВИЧІ».
Озвучена легенда про мощену дорогу, біля якої і виникло село. Срібний розширений хрест у червоній главі символізує належність села до Волині. Корона означає статус населеного пункту.

### Прапор
Квадратне полотнище складається з трьох вертикальних смуг — зеленої, білої у вигляді мощеної дороги і зеленої — у співвідношенні 3:2:3. В центрі бічних смуг по жовтому комишу.

## Люди
- Катеринич Петро Вікторович (* 1993) — український митець, науковець, журналіст, письменник і перекладач, доктор філософії.